# 普斯赫卡尔
普斯赫卡尔（Pushkar），是印度拉贾斯坦邦 Ajmer 县的一个城镇。人口21,626（2011年）。

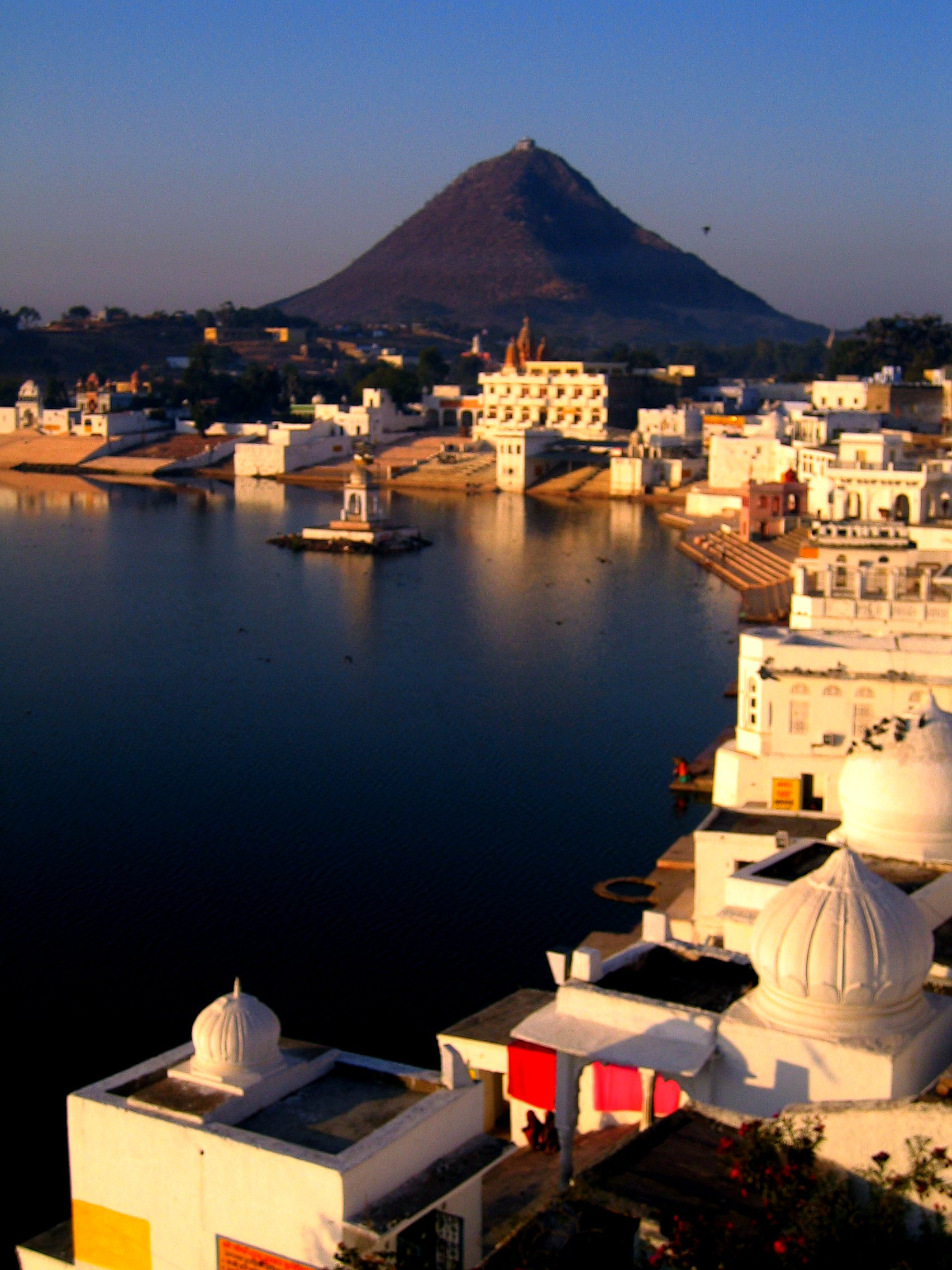
普什卡湖

## 人口
2011年人口21,626人，男性7952人，女性6837人；0—6岁人口2130人，男1152人，女978人。